# Arrondissement Commercy
Commercy is een arrondissement van het Franse departement Meuse in de regio Grand Est. De onderprefectuur is Commercy.

## Kantons
Het arrondissement was tot 2014 samengesteld uit de volgende kantons:
- Kanton Commercy
- Kanton Gondrecourt-le-Château
- Kanton Pierrefitte-sur-Aire
- Kanton Saint-Mihiel
- Kanton Vaucouleurs
- Kanton Vigneulles-lès-Hattonchâtel
- Kanton Void-Vacon

Na de herindeling van de kantons door het decreet van 17 februari 2014, met uitwerking op 22 maart 2015, zijn dat:
- Kanton Commercy
- Kanton Dieue-sur-Meuse ( deel 26/62 )
- Kanton Ligny-en-Barrois ( deel 18/40 )
- Kanton Saint-Mihiel
- Kanton Vaucouleurs ( deel 43/48 )